# 2020年東京オリンピックのウズベキスタン選手団
2020年東京オリンピックのウズベキスタン選手団は、2021年7月23日から8月8日にかけて日本の首都東京で開催された2020年東京オリンピックのウズベキスタン選手団の名簿。

## 選手団
- 人員: 選手 67人[1]

## メダル
| メダル | 選手名                       | 競技                 | 種目                     | 日付    |
| ------ | ---------------------------- | -------------------- | ------------------------ | ------- |
| 金     | ウルグベク・ラシトフ         | テコンドー           | 男子68kg級               | 7月25日 |
| 金     | アクバル・ジュラエフ         | ウエイトリフティング | 男子109kg級              | 8月3日  |
| 金     | バホディル・ジャロロフ       | ボクシング           | 男子スーパーヘビー級     | 8月8日  |
| 銅     | ダブラト・ボボノフ           | 柔道                 | 男子90kg級               | 7月28日 |
| 銅     | ベクゾド・アブドゥラフモノフ | レスリング           | 男子フリースタイル74kg級 | 8月6日  |

## 種目別選手・スタッフ名簿及び成績

### 陸上競技
以下の選手が出場資格を獲得している。
- スフロブ・コジャエフ
  - （男子ハンマー投げ）
- ルスラン・クルバノフ
  - （男子三段跳び）
- スベトラーナ・ラジビル
  - （女子走り高跳び）
- ダリヤ・レズニチェンコ
  - （女子走り幅跳び）
- ロクサナ・クドヤロワ
  - （女子三段跳び）
- エカテリーナ・ヴォロニナ
  - （女子七種競技）

### ボクシング
以下の選手が出場資格を獲得している。
- シャホビディン・ゾイロフ
  - （男子フライ級）
- ミラジズベク・ミルザハリロフ
  - （男子フェザー級）
- エルヌル・アブドゥライモフ
  - （男子ライト級）
- ボボ＝ウスモン・バツロフ
  - （男子ウェルター級）
- ファナト・カフラモノフ
  - （男子ミドル級）
- ディルショベク・ルズメトフ
  - （男子ライトヘビー級）
- サンジャル・トゥルスノフ
  - （男子ヘビー級）
- バホディル・ジャロロフ
  - （男子スーパーヘビー級）
- トゥルスノイ・ラヒモワ
  - （女子フライ級）
- ライホナ・コディロワ
  - （女子ライト級）
- シャフノワ・ユヌソワ
  - （女子ウェルター級）

### カヌー
以下の選手が出場資格を獲得している。
- ディルノザ・ラフマトワ
  - （女子スプリントカナディアンシングル200m）
- ニルファル・ゾキロワ
  - （女子スプリントカナディアンシングル200m）
- ディルノザ・ラフマトワ、ニルファル・ゾキロワ
  - （女子スプリントカナディアンペア500m）

### 自転車
- 1名出場予定（男子ロードレース個人）
- 1名出場予定（女子ロードレース個人）

### フェンシング
以下の選手が出場資格を獲得している。
- シェルゾド・マムトフ
  - （男子サーブル個人）
- マリカ・ハキモワ
  - （女子エペ個人）
- ザイナブ・ダイベコワ
  - （女子サーブル個人）

### 体操
以下の選手が出場資格を獲得している。
- ラスリョン・アブドゥラヒモフ
  - （男子個人）
- オクサナ・チュソビチナ
  - （女子個人）

### 新体操
以下の選手が出場資格を獲得している。
- サビナ・タシュケンバエワ
  - （個人）
- クセニア・アレクサンドロワ、カモラ・イルナザロワ、ディナラ・ラフシャンベコワ、セワラ・シャホエワ、ニルファル・ショムラドワ
  - （団体）

### 柔道
以下の選手が出場資格を獲得している。
- シャラフディン・ルトフィラエフ
  - （男子60kg級）
- サルドル・ヌリラエフ
  - （男子66kg級）
- ヒマティロフ・トゥラエフ
  - （男子73kg級）
- シャロフィディン・ボルタボエフ
  - （男子81kg級）
- ダブラト・ボボノフ
  - （男子90kg級）
- ムハマドカリム・フラモフ
  - （男子100kg級）
- ベクムロド・オルティボエフ
  - （男子100kg超級）
- ディヨラ・ケルディヨロワ
  - （女子52kg級）
- ファランギズ・ホジエワ
  - （女子63kg級）
- グルノザ・マトニヤゾワ
  - （女子70kg級）
- 混合団体

### 近代五種
以下の選手が出場資格を獲得している。
- アレクサンドル・サフキン
  - （男子）
- アリセ・ファフルトジノワ
  - （女子）

### ボート
以下の選手が出場資格を獲得している。
- シャフボズ・ホルムルザエフ、ソビルヨン・サファロリエフ
  - （男子軽量級ダブルスカル）

### 射撃
以下の選手が出場資格を獲得している。
- エレナ・クズネツォワ
  - （女子50mライフル3姿勢）

### 競泳
以下の選手が出場資格を獲得している。
- ウラディスラフ・ムスタフィン
  - （男子100m平泳ぎ）
- フルシディオン・トゥルスノフ
  - （男子100m自由形）

### テコンドー
以下の選手が出場資格を獲得している。
- ウルグベク・ラシトフ
  - （男子68kg級）
- ニキータ・ラファロヴィッチ
  - （男子80kg級）
- ニゴラ・トゥルスンクロワ
  - （女子67kg級）
- スヴェトラーナ・オシポワ
  - （女子67kg超級）

### テニス
以下の選手が出場資格を獲得している。
- デニス・イストミン
  - （男子シングルス）

### ウエイトリフティング
以下の選手が出場資格を獲得している。
- アドハムジョン・エルガシェフ
  - （男子67kg級）
- アクバル・ジュラエフ
  - （男子109kg級）
- ムアッタル・ナビエワ
  - （女子55kg級）
- クムシュホン・ファイズラエワ
  - （女子76kg級）

### レスリング
- グロムジョン・アブドゥラエフ
  - （男子フリースタイル57kg級）
- ベクゾド・アブドゥラフモノフ
  - （男子フリースタイル74kg級）
- ジャヴライル・シャピエフ
  - （男子フリースタイル86kg級）
- マゴメド・イブラギモフ
  - （男子フリースタイル97kg級）
- エルムラト・タスムラドフ
  - （男子グレコローマンスタイル60kg級）
- ジャルガスバイ・ベルディムラトフ
  - （男子グレコローマンスタイル77kg級）
- ルスタム・アサカロフ
  - （男子グレコローマンスタイル87kg級）
- ムミニョン・アブドゥラエフ
  - （男子グレコローマンスタイル130kg級）